# Kavach (système anti-missile)

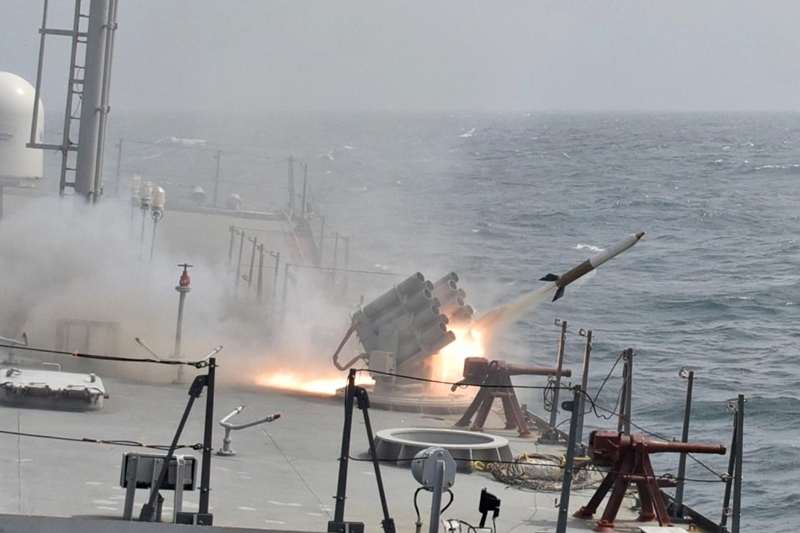
L'INS Chennai (D65) lançant une roquette Kavach en 2016.

Kavach est un système de leurre naval anti-missile destiné à distraire les missiles guidés par radar de leurs cibles et à servir de système d'autodéfense. Il a été conçu et développé par l'Ordnance Factory Board et destiné à la marine indienne.

## Développement
La marine indienne avait auparavant acheté des systèmes de roquettes à paillettes auprès de l'Union soviétique. Les approvisionnements ont été interrompus après la dislocation de l'URSS au début des années 1990. L'Ordnance Factory Board (OFB) releva le défi de conception et de développement d'un système de roquettes à paillettes pour atteindre l'autonomie dans ce domaine,. Selon le directeur général et président de l'OFB, DM Gupta, la société a créé deux prototypes et mené avec succès les deux essais en 2015 avant que le système ne soit intégré dans la Marine.

## Production
Le premier lot de roquettes Kavach est officiellement remis à la Marine le 25 mai 2012 par l'usine de munitions Khadki (AFK), à Pune, qui fabrique les roquettes. Les lance-roquettes multi-tubes Kavach MOD II sont fabriqués par la Machine Tool Prototype Factory (MTPF), de Mumbai d'Armoured Vehicles Nigam Limited,,. Le système de conduite de tir (FCS) est fabriqué par Bharat Electronics Limited (BEL).
AFK a été chargé de livrer environ 4 000 variantes de Kavach à la marine indienne jusqu'en 2015,.

## Opérateurs
Le premier navire à en être équipé est la corvette anti-sous-marine INS Kamorta (P28). Les classes de navires intégrant ce système comprennent :
- Marine indienne
  - Classe Kamorta[4]
  - Classe Kolkata[4]
  - Classe Shivalik[10]
  - Classe Visakhapatnam[11]
  - Classe Deepak[4]
  - INS Vikrant[12]